# 중소기업에 대한 특별세액감면규정의 배제 사건
중소기업에 대한 특별세액감면규정의 배제 사건은 조세특례제한법 부칙 제30조 위헌소원에 대한 대한민국 헌법재판소 판례이다.

## 심판청구의 적법여부
헌법재판소 법 제68조 제2항에 의한 헌법소원이 인용된 경우에는 당해 헌법소원과 관련된 소송사건이 이미 확정된 때라도 당사자는 재심을 청구할 수 있으므로 판결이 확정되었더라도 재판의 전제성이 소멸된다고 볼 수는 없다.

## 이 사건 부칙 조항의 위헌 여부

### 소급입법 과세금지원칙 위반 여부
경정결정이 있기 직전에 수정신고를 하는 경우, 부당과소신고분에 대한 경정결정이 있는 경우와 세액 누락의 점에 있어서 본질적인 차이가 없다. 사업연도의 경과 여부를 기준으로 세액감면배제규정의 적용 여부를 달리하게 된다면 비성실 납세자간의 조세형평의 실현에 반하는 결과가 초래될 수 있다.
소급입법 과세금지원칙은 비과세, 세액감면, 세액공제 등과 같은 조세우대조치가 축소, 폐지되는 경우에도 적용된다. 국가가 잠정적, 시혜적으로 부여한 세제상의 특혜라고 하더라도 이미 완결된 사실 또는 법률관계에 대하여 개정 법령을 소급 적용함으로써 기존의 혜택을 박탈 또는 제한하는 것은 소급입법 과세금지원칙에 반하여 허용되지 아니한다.
'사업연도의 종료 여부'를 기준으로 진정소급입법인지를 판단하는 것은 과세요건이나 세액감면요건과 같이 '사업연도의 종료와 동시에 그 적용 여부가 결정되는' 조세법령이 개정된 경우에만 국한되는 것이고, 이 사건에서 문제되는 법 제128조 제3항과 같이 '사업연도의 종료 이후에 비로소 그 적용 여부가 결정되는' 세액감면배제에 관한 규정이 개정된 경우에는 이와 달리 보아야 한다.
이 사건 누락세액에 대하여 과세관청의 경정결정이 있거나 납세의무자가 수정신고를 하기 전인 납세의무에 대하여만 개정된 법 제128조 제3항을 적용하도록 규정하고 있으므로 진정소급입법이라고 볼 수 없다.
비록 수정신고는 위 조항의 개정 후에 이루어졌다고 하더라도 개정법에 따라 감면이 배제되는 '소득의 귀속연도'와 '납세의무자의 과소신고시기'는 위 조항의 개정 전이 될 것이므로, 개정된 법 제128조 제3항의 적용대상 및 요건이 위 조항의 시행일 전후에 걸쳐있다고 볼 수 있다. 부진정소급입법이고 진정소급입법이 아니므로 소급입법과세금지원칙에 반하지 않는다.

### 신뢰보호원칙 위배 여부
조세에 관한 법규, 제도는 신축적으로 변할 수 밖에 없다는 점에서 납세의무자로서는 구법질서에 의거한 신뢰를 바탕으로 적극적으로 새로운 법률관계를 형성하였다든지 하는 특별한 사정이 없는 한 원칙적으로 세율 등 현재의 세법이 변함없이 유지되리라고 기대하거나 신뢰할 수는 없다.

#### 청구인의 신뢰이익
조세공평의 원칙에 배치되는 비과세나 감면과 같은 조세우대조치에 대한 기대나 신뢰를 영구히 보호할 필요나 가치가 있다고 할 수 없고, 또한 복잡다양한 경제현상에 따라 신축적인 개정이 요구되는 조세법에 있어서 그러한 조세우대조치는 잠정적인 것으로서 장래에 축소 내지 폐지되는 방향으로 개정될 수 있리라는 것을 충분히 예측할 수 있으므로 청구인에게 인정될 수 있는 법률의 존속에 대한 신뢰가 존재한다고 하더라도 신뢰의 보호가치는 크다고 할 수 없다.
이러한 조세형평의 실현과 납세의무자의 성실신고 유도, 납세의무가 확정된 자의 신뢰 및 법적 안정성 보호라는 위 조항들의 입법목적은 매우 중대한 공익에 해당한다. 따라서 이 사건 부칙조항은 헌법상 신뢰보호원칙에 위반하지 않는다.

### 헌법상 재산권보장규정 위배 여부
중소기업특별세액감면을 배제당하지 아니할 권리를 확정적으로 취득하였다고 볼 수 없고 단순한 기대이익에 불과하여 이를 기득권으로서 헌법 제23조 제1항 제1문이 보장하는 재산권이라고 보기 어렵다.

### 평등원칙 위배 여부
과세요건의 완성 전에 법률조항이 개정, 시행되고 그 시행 전후의 요건 충족 여부에 따라 납세의무자 사이에 불균형한 결과가 초래된다고 하더라도 이는 법 개정으로 인하여 수반되는 당연한 결과로서 차별취급 자체가 존재하지 않는다.

## 참고 문헌
- 정회철 김유향, 최근5년간 헌법 중요판례 200, 윌비스, 2014. ISBN 9788965386124
- 헌법재판소 판례 2008.5.29. 2006헌바99 [합헌]

## 같이 보기
- 소급입법
- 국회